# Georges Goldkorn
Georges Goldkorn, né le 3 avril 1905 à Szydłowice (Province de Silésie, Royaume de Prusse, aujourd'hui en Pologne) et mort le 10 juillet 1977 dans le 13e arrondissement de Paris est un artiste peintre français d'origine polonaise.

## Biographie
Abram Georges Goldkorn est né le 3 avril 1905 en Pologne. Il est le fils de Bereck Goldkorn et Rachel Ehrlich.
Georges Goldkorn grandit dans une famille hassidique et poursuit ses études religieuses jusqu’à l’âge de 15 ans sur les bancs d’une Yechiva. Puis, il quitte l’école talmudique, entre au lycée et après le baccalauréat, sur les conseils du peintre expressionniste Henryk Gotlib, il se présente, malgré l’opposition de ses parents, à l’Académie des Beaux-Arts de Cracovie. En 1927, le jeune Goldkorn entre à l’Académie Royale de Bruxelles. Un an plus tard, il suit l’enseignement des professeurs Isidore Opsomer et Rik Wooters à l’Institut Supérieur des Beaux-Arts d’Anvers. En 1940, l’invasion de la Belgique l’exile vers la France où il s’installe définitivement.
Il épouse Andrée Yvonne Doris et vit à Paris, rue Notre-Dame-des-Champs.
Georges Goldkorn meurt le 10 juillet 1977 à Paris, à l'Hôpital de la Salpêtrière.
Il est inhumé au cimetière du Père-Lachaise (87e division, case 1144).